# Nemili
Nemili är en ort i Indien.   Den ligger i distriktet Vellore och delstaten Tamil Nadu, i den södra delen av landet, 1 800 km söder om huvudstaden New Delhi. Nemili ligger 429 meter över havet och antalet invånare är 9 382.
Terrängen runt Nemili är huvudsakligen platt, men åt nordväst är den kuperad. Terrängen runt Nemili sluttar österut. Runt Nemili är det tätbefolkat, med 297 invånare per kvadratkilometer. Närmaste större samhälle är Jolārpettai, 6,9 km öster om Nemili. Omgivningarna runt Nemili är en mosaik av jordbruksmark och naturlig växtlighet.